# ISO 639-3
ISO 639-3 – standard trzyliterowych kodów językowych, część serii standardów ISO 639. Jest rozszerzeniem standardu ISO 639-2. Ma na celu zebranie wszystkich istniejących języków naturalnych. Obowiązująca wersja standardu weszła w życie w lutym 2007 roku; posiada ona oznaczenie ISO 639-3:2007. Poza samymi zmianami standardu, zmiany w tabeli kodów są dokonywane co roku, a wraz z publikacją zmian dostarczane są bazy pozwalające na mapowanie dowolnych wersji między sobą. Standard podlega procesowi ogólnego przeglądu co pięć lat. Organem rejestrującym stała się organizacja SIL International – wydawca katalogu języków Ethnologue, który posłużył jako główne źródło standardu. Obecnie (marzec 2017) w standardzie znajduje się 7849 języków wraz z odpowiadającymi im kodami.

## Porównanie z ISO 639-2
W odróżnieniu od drugiej wersji standardu, ISO 639-3 zawiera zarówno grupy podobnych języków (zwane tamże makrojęzykami; ang. macrolanguages); jak i poszczególne elementy grup. Przykładowo ISO 639-2 posiada tylko jeden kod dla grupy języków arabskich, natomiast w trzeciej części języki arabskie są oznaczone jako makrojęzyk ara, który posiada 30 kodów dla wariantów językowych, np. aeb dla tunezyjskiej odmiany. Możliwość mapowania kodów językowych między standardem w części trzeciej, a częściami pierwszą i drugą jest zapewniona poprzez oficjalne pliki CSV oraz deklaracje tabel bazodanowych w języku SQL udostępniane przez SIL.